# Hegyvidék
Hegyvidék – dzielnica stolicy Węgier, Budapesztu. W miejskiej numeracji administracyjnej oznaczona numerem XII.

## Położenie
Dzielnica Hegyvidék znajduje się w budzińskiej części miasta, na zachód od bezpośredniego centrum miasta. Od północy graniczy z II dzielnicą, od wschodu z dzielnicą Várkerület, zaś od południa z dzielnicą Újbuda.

## Nazwa
Nazwę Hegyvidék po polsku tłumaczyć można jako Dzielnica wzgórz.

## Historia
Dzielnica powstała w wyniku wyodrębnienia z dotychczasowej I dzielnicy w 1940 roku.

## Osiedla
W skład dzielnicy wchodzą osiedla:
- Budakeszierdő (część)
- Csillebérc
- Farkasrét
- Farkasvölgy
- Istenhegy
- Jánoshegy
- Kissvábhegy
- Krisztinaváros (część)
- Kútvölgy
- Magasút
- Mártonhegy
- Németvölgy
- Orbánhegy
- Sashegy (część)
- Svábhegy
- Széchenyihegy
- Virányos
- Zugliget

## Współpraca
Miejscowość partnerska:
- Watermael-Boitsfort, Belgia